# Лугачовице
Лугачовице (устар. Лугачовицы, чеш. Luhačovice [ˈluɦatʃovɪtsɛ], бывш. нем. Luhatschowitz) — город на юго-востоке Чехии, расположенный в Злинском крае, в районе Злин, в долине на высоте 250 метров над уровнем моря. Со всех сторон город окружен горами. С северо-запада это Мале-Каменне, с юго-востока — пик Обетове, с юга — холмы: Велке-Каменне, Сольне, Залужне, Лужне и Овчирни. Все эти горы являются частью Белых Карпат. Самый высокий пик в Лугачовице — Комонец, который возвышается на 672 метра над уровнем моря.
Курорт Лугачовице застроен комплексом зданий, которые с конца XIX века постепенно сформировали курортный город. На территории Лугачовице расположено 16 источников насыщенных гидрокарбонатом натрия и один серный. Каждый час 15 тысяч литров минеральной воды достигает поверхности земли в этом месте. В воде растворены некоторые минеральные элементы, такие как: натрий, кальций, магний, хлор, бром, йод. Температура воды, 10 — 12 °С. Популярными у отдыхающих являются источники: Винцентка (чеш. Vincentka), Алоиска (чеш. Aloiska), Оттовка (чеш. Ottovka).
Терапевтическое воздействие местных минеральных источников впервые упоминается в письменных отчётах в 1760 году. Первоначально воду экспортировали из деревни в бутылках, но со временем всё больше больных стали интересоваться лечением непосредственно в Лугачовице. Первые санатории были построены уже в конце XVIII века. Старейшим зданием в городе является часовня Святой Елизаветы, построенная в 1795 году. В течение XIX века число гостей курорта растёт.
Решающим толчком для развития курортного комплекса становится создание в 1902 году акционерной компании, которая купила все источники в районе города. Таким образом Лугачовице стал одним из крупных курортов на территории Австро-Венгерской монархии, в ряду известных курортов расположенных на территории современной Чехии, таких как Карловы Вары и Марианске-Лазне.
Значимый вклад во внешний вид курорта внёс архитектор Душан Юркович (словац. Dušan Jurkovič), которому была поручена разработка проекта нового здания курорта, а также реконструкция уже существующих построек. В рамках реализованного проекта Юрковича, внешний вид построенных зданий сочетает в себе мотивы славянской народной архитектуры Карпатского региона с ар-нуво. Этот особый стиль характеризуется доминирующим использованием деревянных конструкций в оформлении зданий.
Наиболее важными постройками Юрковича в Лугачовице являются: вилла Йестфабт, институт гидротерапии с прилегающим плавательным бассейном и центральное здание курорта — Дом Юрковича (чеш. Jurkovičův dům). Ныне в этом здании открыт одноимённый санаторий.

## Население
| Год  | Численность | Численность |
| ---- | ----------- | ----------- |
| 1869 | 1816        | [ 6 ]       |
| 1880 | 1955        | [ 6 ]       |
| 1890 | 2068        | [ 6 ]       |
| 1900 | 2267        | [ 6 ]       |
| 1910 | 2867        | [ 6 ]       |
| 1921 | 3005        | [ 6 ]       |
| 1930 | 3362        | [ 6 ]       |
| 1950 | 3737        | [ 6 ]       |
| 1961 | 4733        | [ 6 ]       |
| 1970 | 5062        | [ 6 ]       |
| 1980 | 5378        | [ 6 ]       |
| 1991 | 5828        | [ 6 ]       |
| 2001 | 5621        | [ 6 ]       |
| 2011 | 5172        | [ 6 ]       |
| 2014 | 5112        | [ 7 ]       |
| 2016 | 5085        | [ 8 ]       |
| 2017 | 5093        | [ 9 ]       |
| 2018 | 5061        | [ 10 ]      |
| 2019 | 5045        | [ 11 ]      |
| 2020 | 5059        | [ 12 ]      |
| 2021 | 5077        | [ 13 ]      |
| 2022 | 4955        | [ 14 ]      |
| 2023 | 5107        | [ 15 ]      |
| 2024 | 5087        | [ 3 ]       |

## Города-побратимы
- Пьештяни, Словакия
- Топольчани, Словакия
- Устронь, Польша